# Yi So-yeon
Yi So-yeon —pronunciado [i sojʌn])— (Gwangju, 2 de junio de 1978) es una cosmonauta surcoreana. El 8 de abril de 2008, se convirtió en la primera persona coreana y una de las primeras mujeres asiáticas en ir al espacio, al participar en el vuelo espacial Soyuz TMA-12.

## Biografía
Nació en Gwangju (Corea del Sur). Fue al Instituto de Gwanju (광주과학고등학교). Luego, se licenció en el Instituto de Ciencia y tecnología de Daejeon. Está actualmente preparando un doctorado en biotecnología en este centro.

### Involucramiento en el programa espacial ruso
El 7 de marzo de 2008, el Ministerio de Ciencia y Tecnología la eligió para reemplazar a su colega Ko San como participante de un vuelo espacial organizado por la Roscosmos el 8 de abril de 2008.